# Bernard Balon
Bernard Balon (Valun, 1946.)
Zaslužan je za očuvanje dijela kulturno-povijesne baštine cresko-lošinjskog otočja. Ekspert je za glagoljicu. Po struci je ekonomist.
Prvi je glavni urednik Otočkog vjesnika (1979. – 1986.). Jedan je od osnivača Katedre Čakavskog sabora Cres-Lošinj, njen tajnik i urednik zavičajne zbirke. Utemeljitelj je Zavičajnog društva "Bratohna" u Valunu. Surađivao je s B. Fučićem, A. V. Mihičićem, M. Rakovcem, J. Sokolićem. Dobitnik je Nagrade za životno djelo Grada Malog Lošinja 2009. godine, a najvišeg priznanja Grada Cresa, koje nosi ime po Franu Petriću, 2014. godine.